# Associació de Muntadores i Muntadors Audiovisuals de Catalunya
L'Associació de Muntadores i Muntadors Audiovisuals de Catalunya (AMMAC) és una associació sense ànim de lucre que reuneix les muntadores i muntadors residents a Catalunya dels diferents sectors laborals: ficció, documental, televisió, publicitat i corporatius, així com els ajudants i auxiliars de muntatge. L'AMMAC forma part de TEMPO, la Federació d'Associacions de Muntadors, i de la federació estatal Alianza Audiovisual. Neix el 2018 a partir de la inquietud d'un petit grup de muntadors que es plantegen la necessitat de representació i acció col·lectiva dins de la professió.